# Johann Nepomuk von Schipp und Branitz
Johann Nepomuk von Schipp und Branitz (geb. 28. Mai 1736 in Stöblau (Schlesien); gest. 24. Juni 1797 in Militsch) war ein preußischer Landrat und Landschaftsdirektor.

## Leben
Johann Nepomuk von Schipp und Branitz war ein Sohn des Wenzel Leopold von Schipp und Branitz (* 1711; † 10. April 1744 durch Mord), Kreishauptmann und Erbherr auf Stöblau, Bitschinitz (Kreis Cosel) und dessen Ehefrau Franziska Thereses Anna, geb. Freiin von Thalenberg. Seine Laufbahn begann er zunächst in der Preußischen Armee, wo er im Siebenjährigen Krieg diente und den Rang eines Offiziers erlangte. Nach Ende seines Militärdienstes wandte er sich offenbar als Erbherr auf Stöblau, Bitschinitz und Klein Grauden der Landwirtschaft zu. 1770 wurde er zum Nachfolger von George Franz von Trach als Landrat des Kreises Cosel ernannt. 1771 wurde er Erbherr auf Ellguth, 1775 bat er um Nachlass für eine Steuerschuld, die auf dem Gut Klein Grauden lastete. 1780 hatte er seinen Sitz auf Stöblau. 1792 wurde er zum Landschaftsdirektor für Oberschlesien ernannt. Das Amt als Landrat übte er bis 1797 aus, Nachfolger wurde im gleichen Jahr Ernst Gottlieb Sigismund von Heugel.

## Familie
Johann Nepomuk von Schipp und Branitz war seit dem 10. September 1765 mit Anna Maria Barbara (1745–1782), geborene von Dombrowski auf Klein Grauden verheiratet. Das Ehepaar hatte die Töchter Helene (1767–1825) und Josepha Anna (1778–1856).